# Османов, Дилявер Ибраимович
Дилявер Ибраимович Османов (крымскотат. Dilâver Osmanov; род. 17 июля 1959, Бекабад, Ташкентская область) — советский и украинский поэт и публицист крымскотатарского происхождения. Главный редактор журнала «Йылдыз» (с 2009 года). Член Союза писателей Республики Татарстан (1993), Национального союза журналистов Украины и Национального союза театральных деятелей Украины. Заслуженный деятель искусств Республики Татарстан (2003) и АР Крым (2010). Преподаватель КИПУ. Кандидат исторических наук. Пишет на крымскотатарском и русском языках.

## Биография
Родился 17 июля 1959 городе Бекабад Ташкентской области Узбекской ССР в семье рабочего. Крымский татарин по национальности. С юношеских лет занимался творчеством. В 1966 году начал учиться в начальной школе, параллельно получая образование в музыкальной школе. Окончив школу в 1979 году, поступил в Казанский университет культуры. На третьем курсе перевёлся в Казанскую консерваторию, которую окончил в 1985 году по специальности «народные инструменты».
С 1984 по 1989 год работал в различных музыкальных заведениях Казани. В 1993 году стал членом Союза писателей Республики Татарстан. В 1989 году переехал в Крым.
С 1980-х годов публикует заметки и стихи в прессе. Публиковался в крымскотатарском журнале «Йылдыз», казанских альманахе «Идел» и журнале «Казан утлары». После переезда в Крым печатается в местных изданиях. Среди тем его поэзии и публицистических материалов есть крымскотатарское национальное движение и депортация крымских татар и восстановление прав крымскотатарского народа. Кроме того, Османов предоставляет материалы о жизни крымских татар в казанский «Татар-информ». Автор и переводчик пьес для Крымскотатарского музыкального-драматического театра.
С 1999 года — работает в Крымском инженерно-педагогическом университете, доцент. Кандидат исторических наук.
Являлся секретарём союза крымскотатарских писателей. Входил в президиум НСЖУ, член Национальный союз театральных деятелей Украины. В качестве секретаря являлся членом комиссии по присуждении премии имени Эшреф Шемьи-Заде. Входил в редакционную коллегию Рескомнаца по делам депортированных граждан по изданию произведений Дженгиза Дагджи.
С 2009 года — главный редактор журнала «Йылдыз».
Благодаря инициативе Османова в Белогорске был установлен памятный камень на месте будущего памятника Бекиру Чобан-заде, а улица Комсомольская была переименована в честь Чобан-заде.

## Награды и звания
- Заслуженный деятель искусств Республики Татарстан (2003)[2]
- Заслуженный деятель искусств Автономной Республики Крым (2010)[2]